# Geographie Kubas

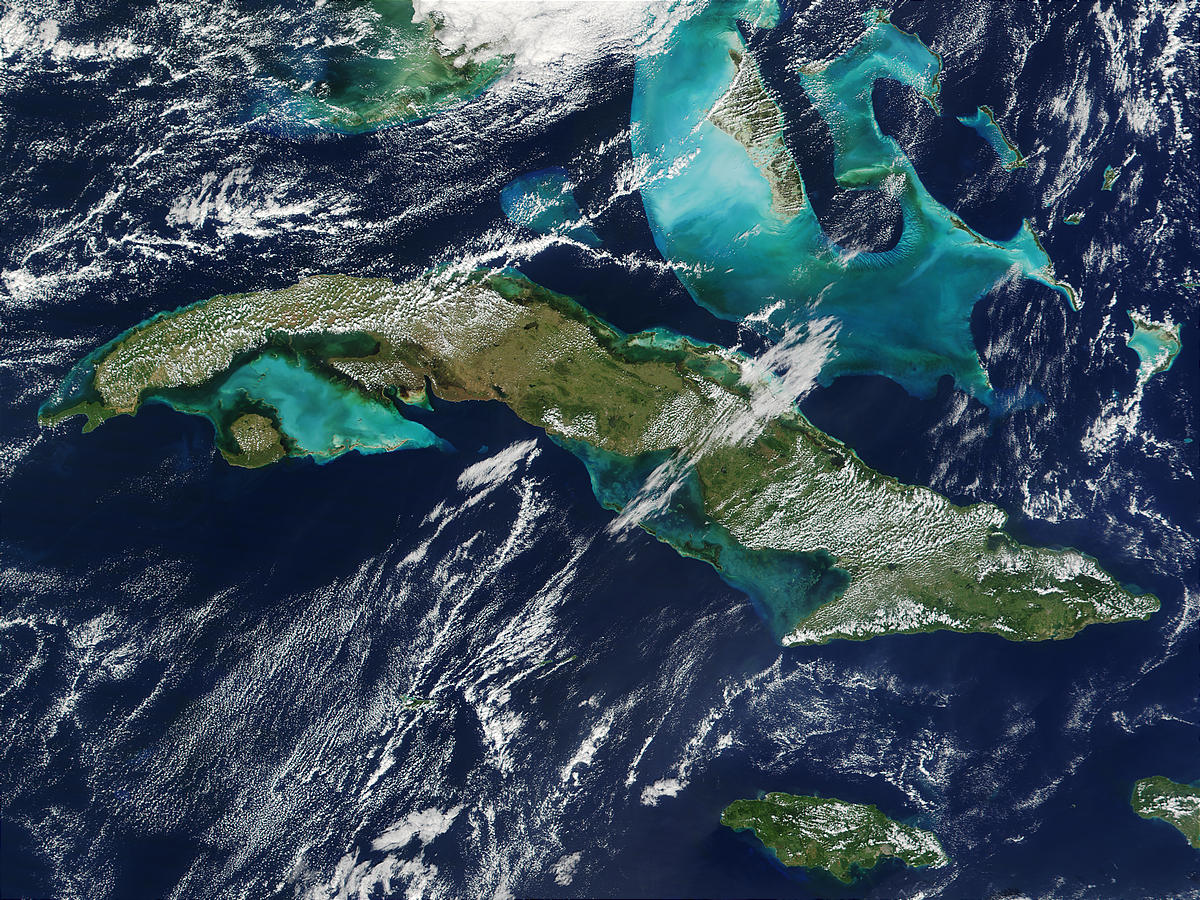
Kuba in den Großen Antillen, Satellitenbild der NASA

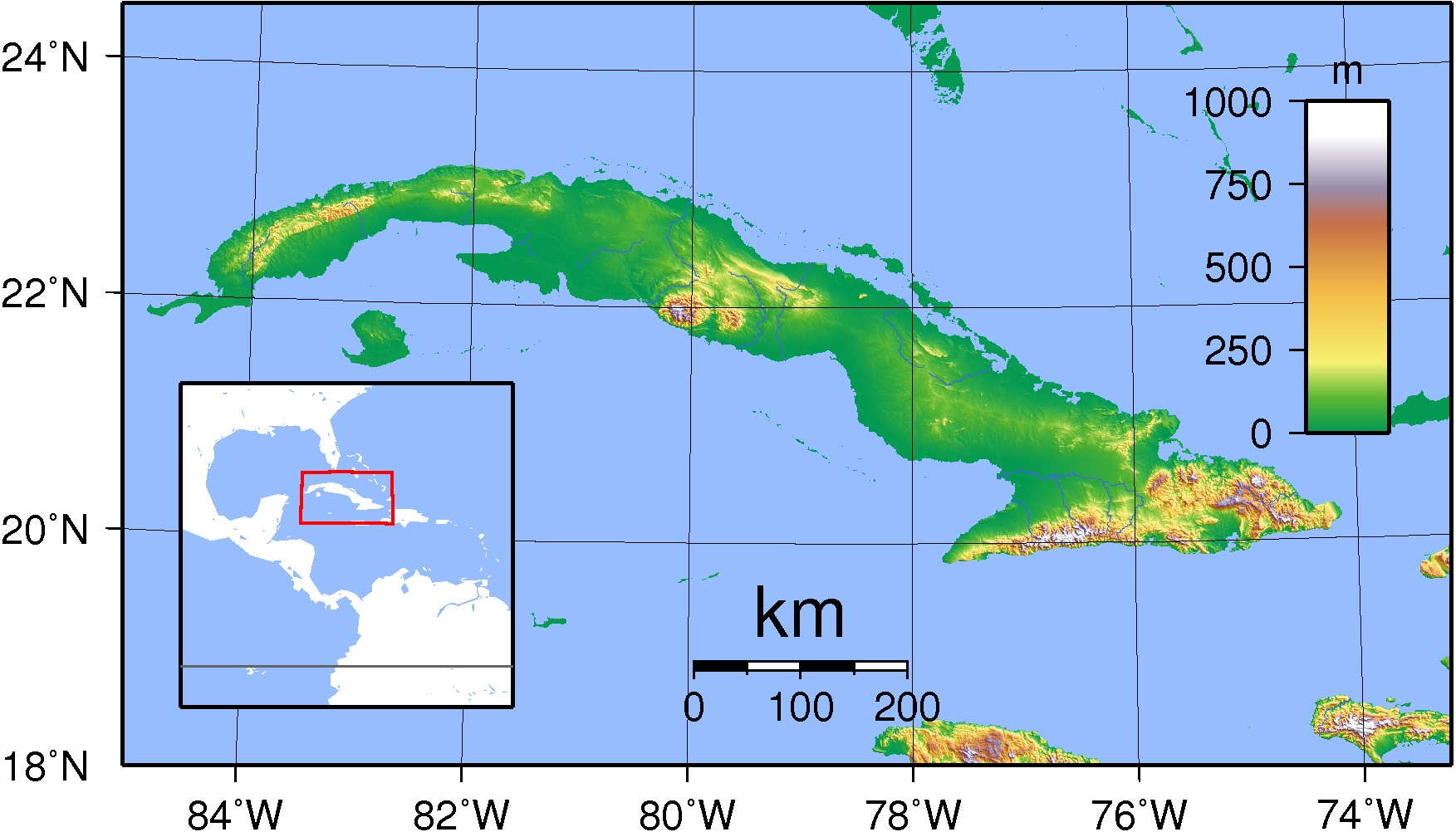
Topographische Karte Kubas

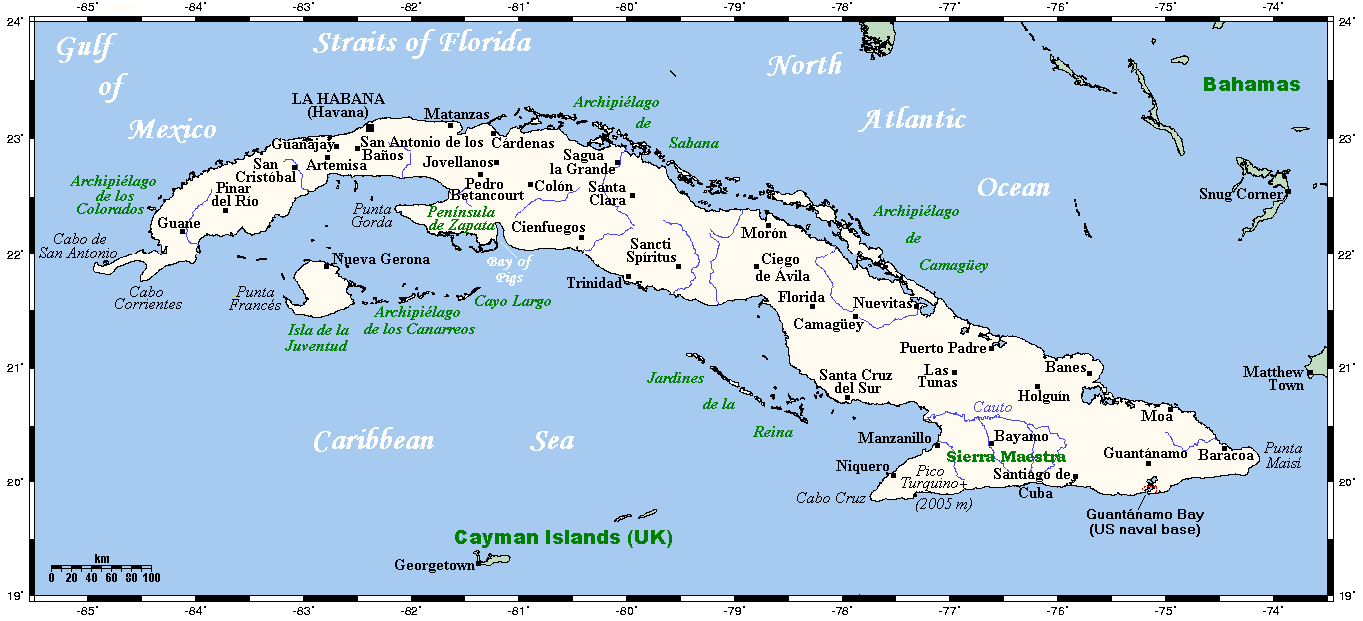
Karte mit Namen von Orten, Gebirgen und Inseln

## Teil der Westindischen Inseln
Der Inselstaat Kuba gehört zu den Großen Antillen. Das Territorium umfasst, einschließlich der Isla de la Juventud (auch Isla de Pinos genannt) und über tausend kleinen, auf dem kubanischen Schelf liegenden Inseln, eine Fläche von insgesamt 109.884 km². Die gleichnamige Hauptinsel ist die größte der über 1000 Westindischen bzw. Karibischen Inseln, zu denen neben den Großen Antillen auch die Kleinen Antillen und die Bahamas zählen. Diese Inselkette verbindet die beiden Kontinentalblöcke Nord- und Südamerika und bildet unter Berücksichtigung des Reliefs des Meeresbodens eines der größten Gebirge der Erde. Der maximale Höhenunterschied zwischen der höchsten Erhebung der Westindischen Inseln, dem Pico Duarte auf Hispaniola (3098 m), und dem tiefsten Punkt der sich in Inselnähe befindenden Tiefseegräben (Entfernung von der Küste oft nur 30 km) beträgt ca. 12.500 m.

## Geographische Lage
Kuba liegt etwas südlich des nördlichen Wendekreises zwischen 23°17’ und 19°49’ nördlicher Breite (Havanna liegt auf ähnlicher Breite wie Assuan oder Kalkutta) und zwischen 74° und 85° westlicher Länge. Bis auf den Nordwesten, der an den Golf von Mexiko grenzt, befindet sich auf der Hauptinsel der Großteil der Nordküste am Atlantischen Ozean, die gesamte Südküste liegt am Karibischen Meer. Die Entfernung zu den benachbarten Antillen-Inseln Hispaniola und Jamaika beträgt 77 km und 140 km. Bis zum amerikanischen Festland beträgt der geringste Abstand 180 km (Florida, bis Key West, der südlichsten Insel der vorgelagerten Florida Keys sind es nur 140 km), 210 km von Kubas westlichstem Punkt entfernt liegt die zu Mexiko gehörende Halbinsel Yucatán.

## Küsten und Gewässer
Auf Kubas Hauptinsel sind weite Bereiche der Nordküste felsige Steilküsten, da sich die Insel durch tektonische Vorgänge seit Jahrmillionen aus dem Meer nach oben hebt. Die Südküste ist eher flach; in ihrem Verlauf erstrecken sich Sandstrände, Mangrovenwälder und vor allem die Sümpfe der Zapata-Halbinsel, seichte Feuchtgebiete ähnlich den Everglades.
Die 50 km von Kuba entfernte Isla de la Juventud, die größte von Kubas Nebeninseln, besitzt an ihren Küsten ausgeprägte Strandabschnitte, die aufgrund vulkanischen Ursprungs teilweise aus schwarzem Sand bestehen.
Auf Kuba gibt es über 200 Flüsse, die jedoch allesamt nicht länger als 250 Kilometer sind und seit der starken Abholzung und den Monokulturen in weiten Bereichen der Ebenen kaum noch Wasser führen. Die wichtigsten Flüsse von Kuba sind: Río Cauto (der die ersten Jahrzehnte nach der Besiedlung durch die Europäer schiffbar war und heute ein träges, flaches, kaum fließendes Gewässer ist), Río Salado, Río Hanábana, Río Caonao, Río Jatibonico del Sur, Río Cojímar. Viele Gewässer sind heutzutage oftmals von einer starken Verschmutzung bzw. Verkrautung betroffen – so ist der Río Cojímar mittlerweile ein offener Abwasserkanal Havannas, andere, wie der Río Toa, haben nahezu Trinkwasserqualität.

## Geographische Gliederung

### Allgemein
Während die anderen großen Inseln der Großen Antillen ausgesprochenen Gebirgscharakter besitzen, wird das Oberflächenbild von Kubas Hauptinsel, abgesehen von vier größeren Gebirgszügen, durch ausgedehnte Tiefebenen geprägt. Bei einer Ost-West-Ausdehnung von etwa 1250 km variiert dabei die Entfernung zwischen Nord- und Südküste zwischen 32 und 145 km. Darüber hinaus sind drei Viertel des Territoriums Ebenen mit Höhenlagen zwischen 0 und etwa 100 Meter. Diese flachen Landschaften erscheinen sehr einförmig. Wenn Sedimentgestein als anstehendes Gestein die Bildung guter Böden zur Folge hatte, wird meist großflächig Zuckerrohr angebaut. Bei Serpentin als anstehendes Gestein entwickelten sich unfruchtbare Böden, die nur eine extensive Weidenutzung ermöglichen. Weideflächen verbuschen seit einigen Jahrzehnten mit dem aus Afrika eingeschleppten "Marabú" (Dichrostachys cinerea).
Die höchsten Berge befinden sich im Osten Kubas in der Sierra Maestra, mit der höchsten Erhebung der Insel, dem 1974 Meter hohen Pico Turquino. Nordöstlich davon befindet sich das Sagua-Baracoa-Massiv. In Mittel-Kuba erheben sich das Escambray- und das Sancti-Spiritus-Gebirge. In Westkuba erstreckt sich das Guaniguanico-Massiv.

### Ostkuba
Ostkuba ist gebirgig. Die höchsten Berge befinden sich im Osten Kubas in der Sierra Maestra, mit der höchsten Erhebung der Insel, dem 1974 m hohen Pico Turquino. Andere hohe Berge sind: Pico Cuba (1872 m), Pico Suecia (1730 m), Pico Bayamesa (1730 m), Pico Martí (1722 m) Pico Maceo (1720 m), La Gran Piedra (1214 m) oder der Pico Cristal (1214 m) in der Sierra Cristal. Weiter nordöstlich befindet sich das Sagua-Baracoa-Massiv, im dortigen Biosphärenreservat Cuchillas de Toa entspringt Kubas wasserreichster, 130 km langer Fluss Río Toa. Nördlich des Gebirges gibt es tropischen Regenwald. Der Küstenstreifen südlich des Gebirges und östlich der Bucht von Guantánamo ist die trockenste Gegend Kubas. Große Teile dieses Bereichs sind mit dem Reserva Ecológica Baitiquirí und dem Reserva Ecológica Tacre national unter Schutz gestellt. International anerkannt ist der Bereich Hatibonico-Baitiquirí-Imías als wichtiges Vogelschutzgebiet. Weiter östlich charakterisieren ausgedehnte marine Terrassen die Küstenlandschaft der Gemeinde Maisí.

### Zentralkuba
In Mittel-Kuba erheben sich das Escambray- und das Sancti-Spiritus-Gebirge. Aber dominiert wird in Zentralkuba die Landschaft von weiten Ebenen. Diese Ebenen wurden vollkommen entwaldet und dienen hauptsächlich der Zuckerrohr-Produktion.

### Westkuba
Westkuba entspricht etwa der Provinz Pinar del Río. Landschaftlich am wichtigsten ist die Gebirgskette.
Das Guaniguanico-Massiv gliedert sich in zwei Gebirgsketten – die Sierra del Rosario und die Sierra de los Organos. Die Sierra del Rosario ist geologisch sehr vielgestaltig, mit Gesteinen unterschiedlichster Zusammensetzung und Entstehungszeit. Die erst genannte Kette besitzt ein variableres Relief als die zweite, mit der höchsten Erhebung Westkubas, dem Pan de Guajaibón (692 m).

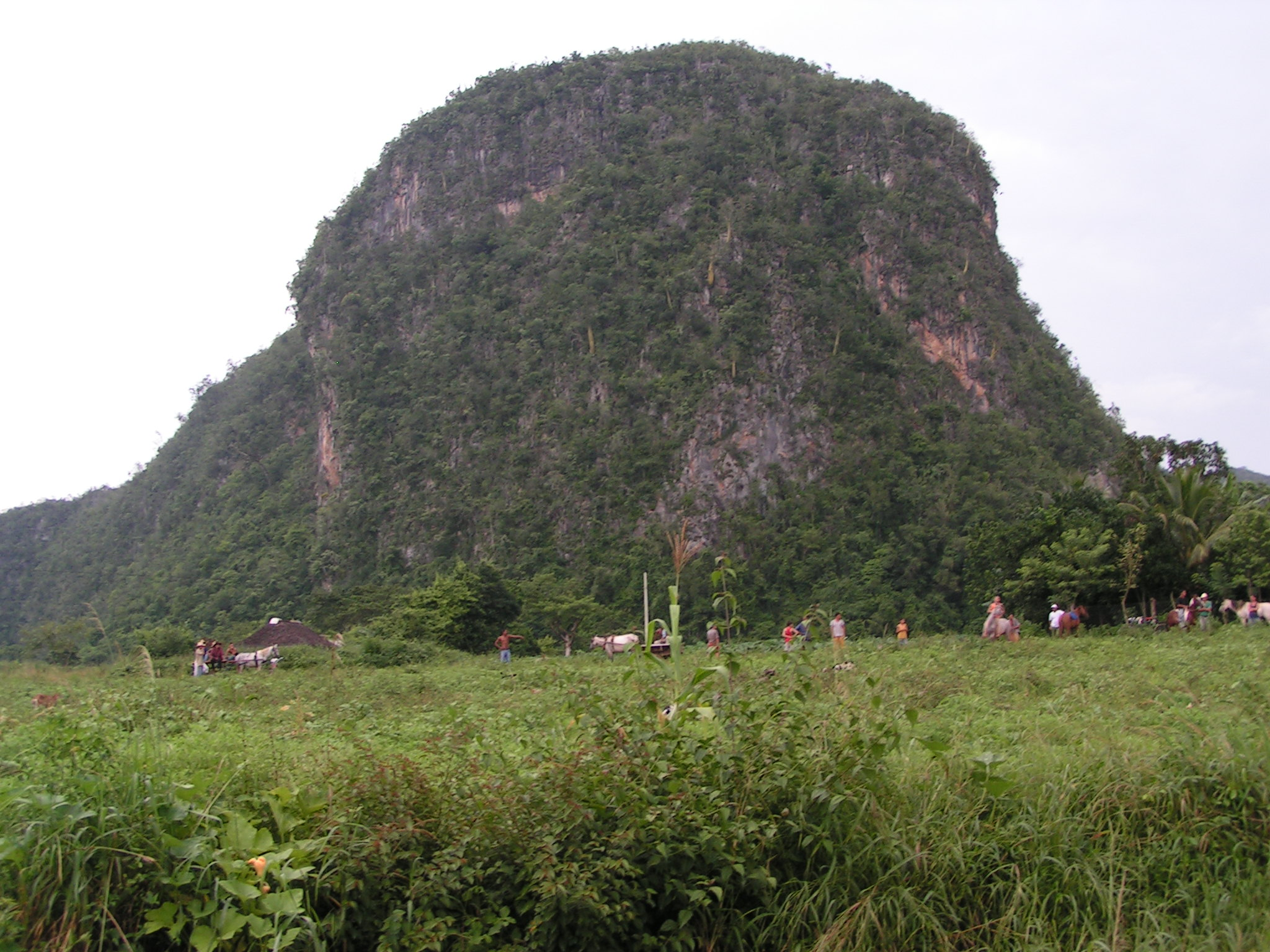
Tropischer Karstkegel (Mogote) im Valle de Viñales auf Kuba, aus der jurazeitlichen “Viñales-Formation”.

In der Sierra de los Organos kann man im Groben drei Reliefniveaus erkennen, ebene Flächen mit Höhenlagen zwischen 100 und 130 Meter, die unterschiedlich stark abgetragenen Hügel der Pizarras und die Gipfelbereiche der Kalksierren mit Höhenlagen von 400 bis 500 Meter. Die Gipfelbereiche der Sierren sind Reste der miozänen Rumpffläche, von deren Niveau beginnend exogene Kräfte die Mogoten aus dem umgebenden Gestein herausgearbeitet haben (Lehmann 1960). Als höchste Erhebung des "Orgelgebirges" wird von Blume und anderen Autoren der 591 m hohe Pan de Azúcar angegeben, in der neuesten zur Verfügung stehenden Karte (1991) ist der Mogote gleichen Namens nur 335 m hoch. Dagegen enthält die Karte einen Messpunkt mit 616 m in der Sierra del Infierno. (Höhenangaben bei verschiedenen Autoren und in den Karten variieren oft um einige Prozent).
Wenn man von Süd nach Nord durch die Provinz Pinar del Rio fährt sieht man folgende Landschaften:
1. Im Süden gibt es zunächst flache Küstenbereiche mit Mangrovenwäldern mit deutlicher Zonierung der Mangroven-Arten. Die Vegetationszonierung ist abhängig vom Abstand zum Meer, der dadurch bedingten Häufigkeit der Überflutung und dem davon verursachten unterschiedlich hohen Salzgehalt im Boden.
2. Daran schließt ein 10 bis 25 km breiter Bereich mit sog. Kiefern-Waldland auf Weißsand an, die wichtigste Baumart in diesem Bereich ist Pinus tropicalis. Der ursprünglich lockere Waldbestand wurde durch Beweidung degradiert. Heute bedecken die weiten Flächen offene Vegetationsformen wie Kiefern-Palmen-Grassland oder Palm-Savanne.
3. Es folgt eine hügelige Landschaft die als Pizarras oder Lomas bezeichnet wird. Der geologische Untergrund ist die Cayetano-Formation mit Schiefern und Sandsteinen. Darauf wächst ein Wald aus Pinus tropicalis und Pinus caribaeae.
4. Danach folgt die Sierra de los Organos mit seinen Kegelkarstbergen und fruchtbaren Tälern. Das bekannteste Tal ist das Valle de Viñales.
5. Nach Norden folgt wieder ein Bereich mit Pizarras und Palm-Savanne. Danach bildet ein breiter Mangrovensaum den Übergang zum Meer mit vorgelagerten kleinen Inseln (Cayos).

### Isla de la Juventud
Die südlich gelegene 3050 km² große Isla de la Juventud ist zum großen Teil flach. Nur in der nördlichen Region rund um den Hauptort Nueva Gerona gibt es kleinere Höhenzüge mit Erhebungen bis 280 m. Während der Norden mit seinem fruchtbaren Boden als Anbaugebiet für Früchte genutzt wird, ist der südliche Teil von Sumpfgebieten und Kiefernwäldern durchzogen, weswegen die Insel bis 1978 offiziell den Namen Isla de Pinos (dt. Kieferninsel) trug. Darüber hinaus besitzt die Insel die größten Marmorvorkommen Kubas.

## Flora
Der offizielle Statistikbericht Kubas für das Jahr 2015 gibt 6509 bedecktsamige Pflanzen, 5844 Pilze und Flechten, 557 Farnpflanzen, 500 Lebermoose und 411 Laubmoose an. Der Anteil endemischer Arten ist hoch, im Durchschnitt 43,2 %, bei den Bedecktsamigen sind 52,5 % der Spezies endemisch. Der überwiegende Teil (ca. 60 %) der Fläche Kubas wird landwirtschaftlich genutzt. Es dominieren der Zuckerrohranbau und Plantagen für Tabak, Bananen, Orangen, Kakao oder Kaffee.
Der Waldbestand setzt sich aus Nadelwäldern in trocknen Gebieten, den kubanischen Feuchtwäldern und Mangrovenwäldern zusammen. Besonders trockene Gebiete um Guantanamo besitzen eine Vegetation mit Kakteengewächsen.

## Fauna
Viele Tierarten in Kuba gelten als endemisch, wie die Bienenelfe oder der Nationalvogel Kubas, der nach seinem Gesang Tocororo genannte Kubatrogon. Andere Arten wie Baumratten sind auch auf anderen karibischen Inseln zu finden.
Zu stark gefährdeten Arten zählen der Kubanische Schlitzrüssler, das Monte-Iberia-Fröschchen (Eleutherodactylus iberia), eines der kleinsten Amphibien der Welt, und die Kubanische Landschnecke (Polymita picta). Die Bestände des Kubakrokodils sind durch Zuchtprogramme und konsequenten Schutz des Verbreitungsgebietes, dem Ciénaga de Zapata, stabil. Eine bekannte ungefährdete Tierart ist der Kubaflamingo, welcher in Lagunen in Mittel- und Südamerika zu beobachten ist.
Aus Afrika oder Asien eingeführte Tiere wie Zebras leben frei auf der Insel Cayo Saetía.

## Nationalparks
Zurzeit existieren in Kuba unter anderen folgende Nationalparks: Gran Parque Nacional Sierra Maestra; Parque Nacional Alejandro de Humboldt; Parque Nacional Ciénaga de Zapata; Parque Nacional de La Güira; Parque Nacional Desembarco del Granma; Parque Nacional Viñales; Pico Cristal; Parque Nacional La Mensura - Pilotos; Parque National de Guanahacabibes; Jardines de la Reina; Parque Nacional Cayos de San Felipe.
Von Seiten der Regierung werden immer wieder Gesetze erlassen, um weite Bereiche in verschiedenen Regionen Kubas unter Schutz zu stellen. Die anthropogenen Veränderungen sind aber in den meisten Gebieten schon sehr weit fortgeschritten und die Armut der Landbevölkerung lassen die gutgemeinten Pläne größtenteils scheitern. Reine Primärvegetation ist deshalb hauptsächlich im Totalreservat im nördlichen Bereich der Sierra Maestra und im Nationalpark "Alejandro de Humboldt" (Parque Nacional Alejandro de Humboldt, UNESCO Patrimonio de la Humanidad) erhalten geblieben.